# Madárkák a dróton
A Madárkák a dróton (eredeti cím: For the Birds) egy 2000-ben készült animációs rövidfilm a Pixar Animation Studios műhelyéből, ami elnyerte a Legjobb animációs rövidfilmnek járó szobrocskát a 74. Oscar-díj átadáson.
A történet egy raj kicsi és meglehetősen csekély értelmű madár körül forog, akik egy telefondróton gyülekeznek. Csipogásukat megszakítja egy nagy madár érkezése. Vagy félreértelmezi a felé irányuló csúfolódást, vagy csak egyszerűen nem érdekli, de a hívatlan vendég csatlakozik a madárkákhoz, akik pedig igyekeznek megszabadulni tőle. Ám a méretes szárnyas nevet a végén, amikor kísérletük saját megaláztatásukhoz vezet.

## Érdekességek
- A madárkák láthatóak és hallhatóak (épp csak egy pillanatra) egy hasonló telefonkábelen a Verdák "Life is a Highway" jelenetének kezdetekor.

## Díjak, jelölések

### Oscar-díj(2001)
- díj: legjobb animációs rövidfilm (Ralph Eggleston)

### Anima Mundi Animációs Fesztivál (2001)
- díj: Közönségdíj (legjobb film – Rio de Janeiro) (Ralph Eggleston)
- díj: Közönségdíj (legjobb film – São Paulo) (Ralph Eggleston)

### Annie-díj (2000)
- díj: legjobb animációs rövidfilm

### Chicago-i Nemzetköti Gyermekfilm Fesztivál (2001)
- 2. helyezés: gyermekzsűri díja (rövidfilm – animáció vagy videó) (Ralph Eggleston)

### Sitges – Katalónia Nemzetközi Filmfesztivál (2000)
- díj: közönségdíj (legjobb animációs rövidfilm) (Ralph Eggleston)

### Vancouver Effects and Animation Festival (2001)
- díj: első díj (számítógépes 3D animációs rövidfilm) (Ralph Eggleston, Karen Dufilho, John Lasseter, Bill Wise és James Ford Murphy)

## Külső hivatkozások
- Hivatalos oldal
- Madárkák a dróton a PORT.hu-n (magyarul)
- Madárkák a dróton az Internet Movie Database-ben (angolul)
- Madárkák a dróton a Rotten Tomatoeson (angolul)
- Madárkák a dróton a Box Office Mojón (angolul)
- Madárkák a dróton a TV Tropes oldalon (angolul)
- Madárkák a dróton a tematikus Pixar wikiben (angolul)
- Madárkák a dróton a tematikus Disney wikiben (angolul)